# Boldklubben Fremad Amager
Boldklubben Fremad Amager (også kaldet Fremad Amager, Fremad A. eller blot FA) er en dansk fodboldklub på Amager, der blev stiftet i 1910. Klubbens førstehold spiller i 2. division, mens andetholdet spiller i Serie 1 under DBU København. Fremad Amager rykkede op i divisionsregi i 1929 og kom i den bedste række få år efter. Klubben træner og spiller i Sundby Idrætspark og har sit klubhus i det sydvestlige hjørne.

## Historie
Der er for få eller ingen kildehenvisninger i dette afsnit, hvilket er et problem. Du kan hjælpe ved at angive troværdige kilder til de påstande, som fremføres.

### Stiftelse og Amager Boldspil-Union (1910–1915)
Klubben blev stiftet den 10. juni 1910 på et møde i cyklistpavillonen Alhambra. På mødet blev Ebert Nordbjærg udnævnt til formand, mens Carl Nielsen og Charlie Christensen blev udnævnt til henholdsvist kasserer og sekretær. Nordbjærg, Nielsen og Christensen var alle blandt indbyderne til mødet. En fjerde indbyder, Kaj Rasmussen, skænkede klubben dets første aktiv: en fodbold. Klubbens første spilleplads blev et anlæg over for cyklistpavillonen. Klubben blev navngivet Boldklubben Fremad. For at skelne klubben fra navnebrødre ændredes navnet til Boldklubben Fremad, Amager nogle år senere. Endnu senere kom klubben til at hedde Boldklubben Fremad Amager. Navnet Fremad var i øvrigt også navnet på Byggeforeningen Fremad, hvor de fleste af klubbens unge stiftere boede. I januar måned 1912 blev klubben medstifter af Amager Boldspil-Union (A.B.U.), hvis første turneringer løb af stablen i april 1912. Fremads bestyrelse indkaldte de øvrige fodboldklubber på Amager til et orienterende møde om en unionsdannelse allerede i november 1911, men det blev ikke vel modtaget før mødet to måneder senere. I 1915 vandt Fremad for første gang en turnering under Amager Boldspil-Union. 

### A-rækken og K.B.U-medlemskab (1915–1929)
I 1916 stiftedes Københavns Forstadsklubbers Boldspil Union (K.F.B.U.) på klubbens initiativ som et udvidet turneringssamarbejde ved en sammenslutning af A.B.U. med unionerne fra de øvrige københavnske forstæder - Nørrebro, Frederiksberg, Valby og Nordre Birk. I efteråret 1920 blev Københavns Forstadsklubbers Boldspil Union imidlertid opløst som en konsekvens af omkostningerne forbundet med Rigsdagens beslutning i foråret om at beskatte alle offentlige sportskampe. Københavns Boldspil-Union (K.B.U.) vedtog i den forbindelse at dens turneringer kun var åbne for dens egne medlemmer og ikke for medlemmer i K.F.B.U., som i efteråret 1918 var blevet optaget som en særlig afdeling med egen turneringsledelse under K.B.U. Efterfølgende forhandlinger resulterede i, at Fremad Amager blev optaget på dispensation som ekstraordinær deltager i den næstbedste københavnske række, A-rækken, under K.B.U. sammen med Fremad Valby, B.1912 og Frederiksberg Boldklub.
I september 1922 lejede klubben sig ind i Sundby Idrætspark, der blev lavet som nødhjælpsarbejde af kommunen) på Englandsvej, hvor klubben siden har haft hjemmebane sammen med Boldklubben 1908. Det medførte blandt andet en stor fremgang i antallet af medlemmer. Opvisningsbanen blev indviet med en fodboldkamp, som Boldklubben 1908 vandt over Fremad Amager med cifrene 4-1. Efter at have været ekstraordinært medlem i fire år blev Fremad Amager optaget som fuldt medlem af K.B.U. i 1924. 
Klubben vandt A-rækken for første gang i sæsonen 1924-25, men tabte oprykningskampen mod K.F.U.M. København med cifrene 1-3. I sæsonen 1925-26 forblev Fremad Amager ubesejrede i A-rækken og vandt samlet oprykningskampene mod selvsamme K.F.U.M. med cifrene 5-4. Den 14. juni 1925 blev Alf Olsen klubbens første danske A-landsholdsspiller med en debut ude mod Sverige. I 1926 debuterede klubben i den bedste danske række, Mesterrækken, med en 6-3 sejr over Boldklubben Frem. I 1928 fik klubben sin første træner, Sophus Hansen. Samme år vandt klubben Kreds 1 og kvalificerede sig dermed til kampen om Danmarksmesterskabet, hvor klubben endte på en 4.-plads.

### Fra DM-sølv til kvalifikationsturneringen (1929–1970)
Fremad Amager rykkede ned i oprykningsserien i 1929, op til Mesterrrækken igen i 1931, og ned i oprykningsserien igen i 1935. I april 1936 udkom klubbens medlemsblad for første gang. Klubben rykkede op til Mesterskabsserien i 1938 og vandt DM-sølv i 1940. Klubben vandt DM-sølv igen året efter, hvor DM-finalen blev tabt til Boldklubben Frem foran 23.000 tilskuere i Københavns Idrætspark.
I 1947 vandt klubben bronze, men året efter rykkede klubben ned i 2. division. Klubbens nuværende logo blev introduceret i sommeren 1952. I 1953 vandt klubben KBUs pokalturnering efter en samlet sejr over KB. I 1954 købte Fremad Amager sit første klubhus på Irlandsvej 43; en ældre, to-etagers villa over for træningsbanerne. Samme år rykkede klubben ned i 3. division og debuterede desuden i DBUs Landspokalturnering ude mod Lendemark Boldklub fra Møn. I 1958 rykkede klubben op til 2. division, men rykkede snart efter ned i 3. division igen. I 1962 rykkede klubben ud af 3. division og dermed ud af divisionerne. Efter to sæsoner i kvalifikationsturneringen rykkede klubben tilbage i 3. division. Klubben vandt 3. division Øst i 1969 og rykkede efter en enkelt sæson i 2. division ned igen. 

### Landspokalfinale og europæiske kampe (1970–1975)
I 1971 vandt klubben igen 3. division Øst. I 1972 nåede klubben til finalen i DBUs Landspokalturnering, som klubben tabte 0-2 til de forsvarende mestre fra Vejle Boldklub på mål af blandt andre Allan Simonsen. Finalen blev overværet af 18.300 tilskuere i Københavns Idrætspark, og efter kampen blev Tonni Nielsen kåret som årets pokalfighter. Finalepladsen betød, at Fremad Amager i efteråret indtrådte i første runde af UEFA Pokalvindernes Turnering, hvor holdet led et samlet nederlag til albanske KS Besa Kavajë på reglen om udebanemål. I 1972 blev der sat tilskuerrekord i Sundby Idrætspark med 8.391 tilskuere til en kamp mod Esbjerg fB i 2. division. I 1974 blev det nuværende klubhus beliggende på Sundbyvestervej 60 indviet, og samme år rykkede klubben op til 1. division. Den 13. april 1975 blev den nye tribune i Sundby Idrætspark indviet. Efter efterårssæsonen måtte klubben afgive to af sine største profiler nogensinde; den 18.årige Frank Arnesen og den 17-årige Søren Lerby skrev kontrakt med AFC Ajax.

### To konkurser og Superligaen (1975–2007)
I 1976 blev der sat ny tilskuerrekord i Sundby Idrætspark i et nederlag til Kastrup Boldklub, hvor "små 10.000 tilskuere" overværede kampen.[kilde mangler] I 1976 rykkede klubben ned i 2. division. I 1978 blev der indført betalt fodbold i Fremad Amager i form af virksomheden Fremad Amager Fodbold ApS, og i 1979 rykkede klubben tilbage til 1. division. I forbindelse med klubbens 70-års jubilæum i 1980 spilledes en hjemmekamp mod AFC Ajax den 8. juni, der blev vundet 4-3 af Fremad Amager. Samme år rykkede Fremad Amager ned i 2. division, og i 1984 rykkede klubben ned til 3. division. På generalforsamlingen i 1985 blev det vedtaget, at klubben skulle indføre damefodbold. Fremad Amager Fodbold ApS gik konkurs samme år. I 1987 rykkede holdet op til 2. division igen. I 1988 begyndte et nyt professionelt kapitel med Fremad Amager Fodbold ApS, men klubben gik konkurs igen i 1990.
Klubben vandt grundspillet i 2. division Øst i 1991 og rykkede op til 1. division i 1992. Klubben spillede en halv sæson i Superligaen i 1994. I 94/95-sæsonen deltog Fremad Amager i Kvalifikationsligaen og endte i 1. division. I foråret 1998 blev aktieselskabet Fremad Amager A/S etableret og tillagt aktiviteterne omkring divisionsholdet på moderklubbens generalforsamling. Samme år købte klubben domænet www.fremad-amager.dk og gik online med sin officielle hjemmeside. I 2001 rykkede klubben ned i 2. division, men rykkede op til 1. division den efterfølgende sæson. Den 21. februar 2004 blev tre færøske spillere — Andrew av Fløtum, Hjalgrím Elttør og Jann Ingi Petersen — de første til at repræsentere Fremad Amager på et udenlandsk A-landshold, da Færøerne spillede en fodboldkamp mod Polen. 

### FC Amager og tredje konkurs (2007–2009)
På en ekstraordniær generalforsamling den 15. marts 2007 erhvervede fire færøske investorer anført af Todi Jónsson aktiemajoriteten (51,7 procent) i Fremad Amager A/S under det nystiftede selskab Fremad Amager Invest A/S. Den 20. marts 2007 blev planerne om etableringen af FC Amager den 1. juli 2008 annonceret på et pressemøde i klubhuset. FC Amager skulle være en overbygning mellem Fremad Amager, Kløvermarken FB og Amager FF. Klubben rykkede ned i 2. division Øst i 2007, men rykkede igen op til 1. division i 2008. FC Amagers medstifter og administrerende direktør Todi Jónsson meddelte den 28. marts 2009 til DBU, at overbygningens selskab var konkurs. Som en konsekvens af dette tvangsnedrykkedes de hold, der var en del af overbygningen. For Fremad Amagers vedkommende betød det en tilværelse i Københavnsserien fra efteråret 2009.
FC Amagers konkurs er i eftertiden blevet betegnet som en af dansk fodbolds største fiaskoer.

### Fremad forfra (2009–2018)
Den 5. april 2009 mødte Fremad Amager KFUM i Københavnsserien; dette til trods for, at Fremad Amager ikke kunne deltage i en eventuel oprykning grundet DBUs klausuler i forbindelse med FC Amagers konkurs. Den 10. juni 2010 havde Fremad Amager 100-års jubilæum, og der afholdtes en stor reception i klubhuset. Den 11. juni 2010 sikrede Fremad Amager sig oprykning til Danmarksserien efter en 2-1-sejr over Skovshoved i Sundby Idrætspark. En stor fest afholdtes den 12. juni 2010 i anledning af jubilæet. Fremad Amager kunne kalde sig vinder af Københavnsserien efter uafgjort mod Skjold den 19. juni 2010.

### Udenlandsk ejerkreds (2018)
I juli 2018 blev Fremad Amager købt af et monegaskisk investorkonsortium anført af hovedaktionæren Jerome Solamito
med en ambition om oprykning til Superligaen.
Solamito var uden fodboldbaggrund, men havde et tæt samarbejde med det svenskejede scoutingbureau Lucid Sports, der foretager algoritmiske analyser af fodboldhold.
I netop Lucid Sports hentede Solamito en ny sportschef til klubben i form af russiske Timur Daguev,
der fik til opgave at professionalisere klubben ved blandt andet at skabe en platform for udvikling af unge spillere; som et led i den proces besluttede Daguev at ansætte svensk-bosniske Azrudin Valentić i stedet for træner Jan Michaelsen. Solamito fortalte ved købet, at der ville blive investeret et tocifret millionbeløb i klubben over de første par år, og at planerne for klubben involverede en udbygning af Sundby Idrætspark med støtte fra Københavns Kommune.
| „ | Vi er klar over, at det vil tage tid og koste penge at flytte klubben op på det niveau, hvor den hører hjemme. Men vi har begge dele, og vi er fast besluttet på at lykkes med det. | “ |
|   | — Jerome Solamito, Amager Bladet den 20. november 2018 |   |

## Spillere

### Førsteholdstrup
Oversigten er opdateret til og med 24. mars 2025| Nr. | Land    | Position | Spiller                 |
| --- | ------- | -------- | ----------------------- |
| 1   | Danmark | MM       | Mikkel Andersen         |
| 2   | Danmark | FO       | Otto Dupont             |
| 3   | Danmark | FO       | Magnus Gaunsbaek        |
| 4   | Danmark | FO       | Mads-Emil Langberg      |
| 5   | Danmark | FO       | Mads Julø               |
| 6   | Danmark | FO       | Søren Reese             |
| 7   | Norge   | AN       | Kjetil Tøsse            |
| 8   | Danmark | MI       | Kasper Nygaard Andersen |
| 9   | Danmark | AN       | Egzon Zeqiri            |
| 10  | Danmark | MI       | Frederik Holst          |
| 11  | Danmark | AN       | Kenneth Zohore          |
| 12  | Danmark | MI       | Hocine Derrar           |
| 15  | Danmark | MI       | Hans Høllsberg          |

| Nr. | Land    | Position | Spiller                    |
| --- | ------- | -------- | -------------------------- |
| 17  | Danmark | FO       | Hüseyin Tokat              |
| 18  | Danmark | MI       | Mads Gernsøe               |
| 19  | Danmark | MI       | Mikka Heller               |
| 20  | Danmark | FO       | Daniel Mortensen           |
| 21  | Haiti   | FO       | Jeppe Simonsen             |
| 22  | Danmark | MI       | Bertram Manniche           |
| 24  | Danmark | MM       | Victor Schönewolf-Greulich |
| 25  | Danmark | AN       | Alexander Petræus          |
| 28  | Danmark | MI       | Emmanuel Junior            |
| 30  | Danmark | MM       | Hjalte Dalsgaard           |
| 45  | Danmark | AN       | Christoffer Boateng        |
| 70  | Danmark | MI       | Andrass Johansen           |
| 77  | Holland | FO       | Jerailly Wielzen           |

### Udlejede spillere
Oversigten er opdateret til og med 17. juni 2022
| Nr. | Land     | Position | Spiller            |
| --- | -------- | -------- | ------------------ |
|     | Tyskland | FO       | Marcus Mlynikowski |

### Fremtrædende spillere
Se Kategori:Fodboldspillere fra Fremad Amager

## Ledelse

### Trænerstab
Oversigten er opdateret til og med 5. august 2022
- Cheftræner: Michael Hemmingsen
- Assistenttrænere: John Bredal
- Fysisk træner: Benjamin Mortensen
- Målmandstræner: Thomas Frederiksen
- Holdledere: Jørgen Larsen og Kim Nykvist

### Administrerende personale
Oversigten er opdateret til og med 17. juni 2022
- Administrerende direktør: Allan Ravn[2]
- Amatørformand: Erik Truelsen[3][2]

### Trænerhistorik
Se Liste over trænere i Fremad Amager

## Resultater

### Nationalt

#### Landsdækkende ligaer
- Danmarksmesterskabet i fodbold1
  - Andenplads (2): 1939–40, 1940–41
  - Tredjeplads (1): 1946–47
- Andet højeste niveau2
  - Vindere (2): 1930–31, 1937–38
  - Andenplads (5): 1948–49, 1949–50, 1950–51, 1993q, 1994f
  - Gruppe Øst Andenplads (1): 1935–36
- Tredje højeste niveau3
  - Andenplads (4): 1954–55, 1958, 1969, 1971, 2015–16
  - Gruppe Øst Vindere (4): 1969, 1971, 1987, 1991–92q
  - Gruppe Øst Andenplads (4): 1968, 1991, 2007–08
- Fjerde højeste niveau4
  - Vindere (1): 1964
  - Gruppe 1 Vindere (2): 1974, 1976
  - Gruppe 1 Andenplads (1): 2010–11

#### Regionale ligaer
- Københavnsserien5
  - Vindere (3): 1983, 1994, 2009–10
  - Reserve League Vindere (3): 1949–50, 1950–51, 1973
  - Reserve League Andenplads (2): 1948–49, 1967
- KBUs A-række6
  - Vindere (2): 1924–25, 1925–26
  - Andenplads (2): 1929–30, 1935–36
- KBUs Deltagerturnering7
  - Vindere (1): 1920–21
- ABUs Amager-Mesterskabsturnering
  - Andenplads (2): 1912, 1915–16[12]

#### Pokalturneringer
- DBU Pokalen
  - Andenplads (1): 1971–72
- KBU's Pokalturnering
  - Vindere (1): 1952
  - Andenplads (1): 1933
- KBUs Sommerpokalturnering
  - Vindere (2): 1934[13], 1935[13]
  - Andenplads (1): 1936[14]
- Fælledklubbernes Pokalturnering
  - Vindere (1): 1924
- Forstadsklubbernes Pokalturnering
  - Vindere (3): 1926[15], 1927[16], 1929[17]
  - Andenplads (1): 1928[18]
- ABUs/Amagerklubbernes Pokalturnering
  - Vindere (2): 1922[19], 1930[20]
  - Andenplads (3): 1927[21][22], 1928[23], 1932[24]

Noter
- : Opnået af andetholdet.
- 1: Niveau 1: Landsfodboldturneringen (1912–1927), Danmarksmesterskabsturneringen (1927–1929, 1940–1945), Mesterskabsserien (1929–1940), 1. Division (1945–1990), Superligaen (1991–nu)
- 2: Niveau 2: Oprykningsserien (1929–1936), II. Serie (1936–1940), 2. Division (1945–1990), Kvalifikationsligaen (1992s, 1993s, 1994s, 1995s), 1. Division (1991–nu)
- 3: Niveau 3: 3. Division (1945–1990), 2. Division (1991–nu)
- 4: Niveau 4: Kvalifikationsturneringen (1946–1965), Danmarksserien for herrer (1966–nu)
- 5: Niveau 5 (Niveau 1 under DBU København): KBUs Mesterskabsrække (1920–1936), KBUs A-række (1936–1947), Københavnsserien A / Københavnsserien B (1947–1977), Københavnsserien (1978–nu)
- 6: Niveau 6 (Niveau 2 under DBU København): KBUs A-række (1920–1936), KBUs B-række (1936–1947), KBUs Mellemrække (1947–1984), KBUs Serie 1 (1985–2011), DBU København Serie 1 (2011–nu)
- 7: Niveau 7 (Niveau 3 under DBU København): KBUs Deltagerturnering  & KBUs Forstadsturnering (1920–21), KBUs B-række (1921–1936), KBUs C-række (1944–1947), KBUs A-række (1947–1984), KBUs Serie 2 (1985–2011), DBU København Serie 2 (2011–nu)

### Europæisk
- UEFA Pokalvindernes Turnering
  - Første runde (1): 1972–73

## Statistik og rekorder

### Sæsoner
I 1912 — to år efter klubbens stiftelse — blev klubben medlem af Amager Boldspil-Union (ABU) og deltog senere også i turneringer arrangeret af Københavns Forstadsklubbers Boldspil Union (KFBU). Klubben blev ekstraordinært medlem af Københavns Boldspil-Union (KBU) i 1920 og fuldt medlem i 1921. Dette betød, at klubben kunne deltage i ligaerne arrangeret af den regionale organisation mellem 1920 og 1927. Klubben kvalificerede sig imidlertid ikke til slutrunderne i den nationale mesterskabsturnering, Landsfodboldturneringen. Siden 1927 har Fremad Amager primært konkurreret i de øverste tre niveauer af det danske ligasystem med undtagelse af fire sæsoner over to perioder (1963–1964 og 2009/10–2010/11). Grundet ligastrukturerne spillede klubben i både en national og en regional liga mellem 1927/28- og 1935/36-sæson, hvilket afspejles af oversigten neden for.
- 19,5 sæsoner i den bedste række[25][26]
- 43,5 sæsoner i den anden bedste række[25][26]
- 26 sæsoner i den tredje bedste række[25][26]
- 3 sæsoner i den fjerde bedste række[26][27]
- 9 sæsonerR i den femte bedste række[28][29]
- 7 sæsonerR i den sjette bedste række[29]
- 1 sæsonR i den syvende bedste række[29]

Noter
- Oversigten inkluderer 2021/22-sæsonen. En sæson varer et år.
- R: Oversigten lister alle sæsoner spillet under både DBU og DBU København siden 1920 og skelner mellem deltagelse i regionale og nationale ligaer, konverteret til den nuværende situation i det danske ligasystem.

### Spillere med 100 kampe
| Kampe | Spiller                   | Periode              | Ref.          |
| ----- | ------------------------- | -------------------- | ------------- |
| 329   | Peter Kristensen          | 1966-1980            |               |
| 272   | Bernd Dietrich            | 1984-1994            |               |
| 268   | Mohammed Abdalas          | 2004-2009, 2010-2018 | [ 30 ] [ 8 ]  |
| 255   | Jørgen 'Salle' Salomonsen |                      | [ 8 ]         |
| 244   | Peter Østergaard Mietke   | 198?-1991, 1994-2003 |               |
| 223   | Tonni "Numme" Nielsen     |                      |               |
| 198   | Cem Vardar                |                      |               |
| 146   | Yusuf Öztürk              | 2000-2006            |               |
| 114   | Ali Riza Salci            | 2002-2006            |               |
| 111   | Mikkel Blavnsfeldt        | 2002-2004, 2006      |               |
| 105   | Heini Vatnsdal            | 2015-2020            | [ 31 ] [ 32 ] |

### Landsholdsspillere
Syv spillere har repræsenteret Fremad Amager på det danske A-landshold (debut-år i parentes):
Desuden har fem spillere repræsenteret Fremad Amager på det færøske A-landshold:
En række spillere har også debuteret på landsholdet efter at være skiftet fra klubben:

## Stadion
Boldklubben Fremad spillede i begyndelsen på en bane over for Cyklistpavillonen Alhambra Park, hvor klubben blev stiftet. Banen blev senere til den trafikplads, der i dag hedder Sundbyvester Plads. I 1916 blev Amager Boldspil-Union af kommunen tildelt et område i den nordlige del af Amager — området hedder i dag Kløvermarken. Klubben begyndte at spille alle sine vigtige liga- og turneringskampe på Banen ved Kløvermarksvejen, der lå skråt over for en pumpestation, som håndterede størstedelen af hovedstadens spildevand. Den gamle bane blev anvendt af reserverne og ungdomsholdene i en årrække. I 1922 flyttede klubben officielt til Sundby Idrætspark (også kendt som Banen ved Englandsvej), som har været hjemmebanen lige siden. I 1926 begyndte klubben at spille adskillige liga- og turneringskampe i Københavns Idrætspark, da den rykkede op i KBUs Mesterskabsrække. Grundet mangel på faciliteter og begrænset kapacitet i Sundby Idrætspark blev visse kompetitive kampe i de senere år flyttet til Valby Idrætspark og Gentofte Sportspark. I sommeren 2018 blev banen i Sundby Idrætspark belagt med kunstgræs, ligesom spotlys og varme under banen blev installeret.

## Farver og logo
Fremad Amagers officielle farveskema er blå og hvid. I klubbens tidlige år var spilledragtens design ikke standardiseret, og designet varierede derfor væsentligt. Klubbens første spilledragt var inspireret af den blå- og hvidstribede trøje med sorte shorts båret af en af tidens bedste danske fodboldklubber, Kjøbenhavns Boldklub (KB). I 1920'erne begyndte Fremad Amager på hjemmebane at spille i en helt sort dragt med et rødt V-formet mønster foran og bag på trøjen.
I 1945 skete langsomt en overgang til et nyt design, da klubbens ungdoms- og seniorhold begyndte at spille i en blå trøje med hvid krave, ærmer og shorts og blå strømper. Det følgende år var det sidste med den sorte or røde dragt.
I mange år var det nye design nævnt i klubbens vedtægter, men linjerne er sidenhen blevet simplificeret og refererer i dag blot til en blå trøje, mens udebanedragten kan være i andre farver.
Den nuværende hjemmebanedragts design blev brugt første gang i 1973 og består af en blå trøje, hvide shorts og blå strømper.
Kombinationer af og afvigelser fra hjemme- og udebanedragtens design er forekommet, herunder midlertidig brug af et uofficielt tredje design i anledning af en særlig omstændighed. Under en kamp mod BK Frem i Københavns Idrætspark i 1928 måtte spillerne skifte fra hvide til sorte shorts i halvlegen, da dragten mindede for meget om BK Frems spilledragt.
I 1926/27-sæsonen af KBUs Mesterskabsrække anvendte klubben et design bestående af en rød- og hvidstribet dragt, sorte shorts og røde strømper i sæsonens første kamp mod BK Frem og i nedrykningskampen mod Handelsstandens BK.
Et tilsvarende design var blevet brugt i Fælledklubbernes Pokalturnering 1925; dette design var imidlertid med et blåt og hvidt farveskema svarende til Blackburn Rovers' traditionelle design.
Det nuværende klublogo blev introduceret i sommeren 1952 og består af et skjold med klubbens navn i store, skrå bogstaver på tværs af midtersektionen i en diagonal linje fra venstre til højre, en bold i hjørnet øverst til venstre og bogstavet A (for Amager) nederst til højre. Logoet erstattede et rundt emblem med en sort-hvid bold på venstre side og med klubbens navn i store bogstaver øverst. Klubbens nye logo blev anvendt første gang på spilletrøjen i begyndelsen af 1950'erne, men forsvandt kort efter for først at vende tilbage igen i 2000'erne. Navnene på logoernes designere er ukendt.

### Spilledragt
Ifølge Fremad Amagers vedtægter består spilledragtens grundlæggende design (§2) "af en blå trøje med hvid krave og hvide ærmeopslag, hvide benklæder og blå strømper. Klubbens udebanedragt kan have en anden farve." Der er imidlertid blevet anvendt andet end hvide ærmer gennem klubbens historie. Fremad Amagers første spillerdragt var inspireret af den blå- og hvidstribede trøje og de sorte bukser båret af Kjøbenhavns Boldklub, som på daværende tidspunkt var et af de bedste hold i Danmark.

#### Hjemmebane
| 2018–nu | 2015–2017 | 201?–2013 | 2006–2007 |
| 2005    | 2003      | 1998–2002 | 1992      |
| 1950s   | 1924–1946 | 1914–1920 |           |

#### Udebane
| 2018–nu | 2016–2017 | 2016  | –2013 |
| 2007    | 2006      | 2004  | 2003  |
| ~1928   | 1926–1927 | ~1925 |       |

#### Sponsorer
| Periode   | Trøjemærke | Sponsor                                                         | Sponsor                 | Sponsor |
| Periode   | Trøjemærke | Forside                                                         | Bagside                 | Shorts  |
| --------- | ---------- | --------------------------------------------------------------- | ----------------------- | ------- |
| 1970–1971 | Ukendt     | Storno                                                          | Ingen                   | Ingen   |
| 1975      | Ukendt     | OK Olie                                                         | Ingen                   | Ingen   |
| 1978      | hummel     | Salon Gjerka                                                    | Ingen                   | Ingen   |
| 1982      | hummel     | Amager Kort                                                     | Ingen                   | Ingen   |
| 1993      | hummel     | - Burmeister & Wain - Inter Express                             | Ingen                   | Ingen   |
| 1994      | hummel     | - Burmeister & Wain - Inter Express - Forstædernes Bank - Shell | Ingen                   | Ingen   |
| 1995      | hummel     | - Forstædernes Bank - Shell                                     | Ingen                   | Ingen   |
| 2000      | hummel     | Forstædernes Bank                                               | Ingen                   | Ingen   |
| 2002      | hummel     | - Unibank - SuperBrugsen - Faxe Kondi                           | Ingen                   | Ingen   |
| 2004      | Puma       | Nordea                                                          | Nybolig                 | Ingen   |
| 2005      | Adidas     | Nybolig                                                         | Ingen                   | Nordea  |
| 2006      | Adidas     | Nybolig                                                         | Making a Difference     | Nordea  |
| 2007      | Adidas     | Nybolig                                                         | Eik Bank                | Nordea  |
| 2010–2012 | Adidas     | Hotel Amager PUB                                                | Ingen                   | Ingen   |
| 2012–2014 | Adidas     | Fagfolkenes Flytteforening                                      | Clausens Service        | Ingen   |
| 2014–2016 | Adidas     | City Container                                                  | Hafnovs Ejendomsservice | Ingen   |
| 2016–2019 | Adidas     | HC Container                                                    | Ingen                   | Ingen   |
| 2019–     | Adidas     | Øens Erhvervsnetværk                                            | Ingen                   | Oddset  |

## Supportere
De Blå/Hvide Engle er den eneste officielle anerkendte fanklub for Fremad Amager.[kilde mangler] Fanklubben stiftedes i forbindelse med 1993/94-sæsonen, da fodboldklubben rykkede op i Superligaen.[kilde mangler]